# 三明苦竹
三明苦竹（学名：Pleioblastus sanmingensis）为禾本科大明竹属下的一个种。